# Sind Sulci
I Sind Sulci sono una struttura geologica della superficie di Encelado.